# Damião António Franklin
Damião António Franklin (Cabinda, Angola, 6 de agosto de 1950 - Johannesburgo, Sudáfrica, 28 de abril de 2014) fue un prelado angoleño, arzobispo de Luanda. De octubre de 2003 hasta al 20 de noviembre de 2009 fue presidente de la Conferencia Episcopal de Angola y Santo Tomé (CEAST). También fue rector de la Universidad Católica de Angola (UCAN).

## Biografía
Nació en Cabinda y fue ordenado sacerdote en junio de 1978. En mayo de 1982 fue nombrado obispo auxiliar de Luanda y obispo titular de Falerone. Recibió la consagración episcopal el 12 de julio a partir de Alexandre do Nascimento, con el arzobispo Eduardo Muaca y Félix del Blanco Prieto como coconsagrantes.
Posteriormente fue nombrado arzobispo de Luanda, el 23 de enero de 2001. Lamentó la corrupción en Angola, diciendo: "Gran parte de la riqueza de Angola se gasta en armamento. Una continua extravagancia como un nuevo palacio presidencial, que casi se utiliza. Grandes sumas simplemente desaparecen en manos privadas".
Antes de las elecciones legislativas de Angola de 2008, las primeras elecciones angoleñas desde 1992 cuando se desencadenó la segunda fase de la guerra civil angoleña, declaró: "la mejor manera de evitar la guerra es hacer las elecciones en una forma incontestablemente libres, justas y transparentes. Es importante que los partidos políticos continúan colaborando con las iglesias, con vista a sensibilizar la sociedad para una mayor participación en el procero electoral".
Sirvió como secretario de Peter Kodwo Appiah Turkson en la Sínodo Especial de los Obispos para África em Outubro de 2009.
Durantre muchos años, fue rector de la Universidad Católica de Angola. Renunció a estas funciones, voluntariamente, por razones de salud, en junio de 2013. Murió en Sudáfrica el 28 de abril de 2014.